# 美咲ゆうほ
美咲 ゆうほ（みさき ゆうほ、1977年3月3日 - ）は、神奈川県出身のAV女優。趣味は、お菓子作り。

## 人物
初体験は14歳のときに、学校の体育館で1歳上の相手と行った。その後も学校のトイレなどをラブホテル代わりに使い、教師に見つかったこともある。妊娠の仕組みについて当初は知らず、コンドームをつけずに中出しSEXをしていたが妊娠したことはなかったという。
アソコは狭く、巨根はガバガバになるから嫌いだという。
1996年5月 - 「ヴィーナスバニー」でAVデビュー。2008年12月、XCITYのシャイニングメモリーズの懐かしのAV女優として取り上げられた。

## 出演作品
- ヴィーナスバニー（1996年5月27日、シャイ企画）
- 天使の美惑（1996年6月17日、シャイ企画）
- 恋するKiss（1996年7月31日、HRC）
- アイドル Iダース 登校編（2003年5月16日、シャイ企画）他多数出演
- シャイDX96 女優編（2003年7月2日、シャイ企画）他出演:あいだもも、桜木亜美、冴木静、三枝美憂、高見ゆめか、橘未稀、植田真奈